# 桐島つばさ
桐島 つばさ（きりしま つばさ、11月22日 - ）は、日本の少女漫画家。血液型はO型。福井県出身。『ちゃお』『ChuChu』（いずれも小学館）にて執筆している。
デビュー作は「シャドーボイスに魅せられて」（2003年、ちゃおDX春号掲載）。代表作に、『ナイショの約束』など。パワーストーン集めが趣味。

## 作品リスト
- シャドーボイスに魅せられて（2003年ちゃおDX春号）
- 消せないメモリー（2003年ちゃおDX初夏号）
- きらめき☆ colors illusion（2004年ちゃおDX春号）
- Dollちっくに恋ロマン（2004年ちゃお増刊ChuChu春号）
- 輝いて!ピンク・サファイヤ（2004年ちゃお増刊ChuChu夏号）
- 赤い糸の行方（2004年ちゃおDX冬号）
- 君に届けるRilala♪（2005年ちゃお増刊ChuChu初夏号）
- ネコ!るんたった（2005年ちゃお増刊ChuChu夏号）
- Sweet painで抱きしめて（2005年ちゃお増刊ChuChu秋号）
- メーワクだってやめられない（2006年ちゃおDX初夏号）
- ナイショの約束（2006年ChuChu9月号）